# ایستگاه برق آبی چامولیا
ایستگاه برق آبی چامولیا (به لاتین: Chameliya Khola Hydropower Station) یک نیروگاه برقابی در نپال است که در Darchula district واقع شده‌است.